# بخش تشان
بخش تشان، بخشی از توابع شهرستان بهبهان در استان خوزستان به مرکزیت شهر تشان است.

## مردم
مردم این بخش بیشتر لر و از ایل‌های بهمئی ، طیبی و سایر طایفه‌های لر هستند که به زبان لری جنوبی سخن می گویند.

## جمعیت
براساس سرشماری مرکز آمار ایران در سال ۱۳۹۰، جمعیت بخش تشان ۱۳۳۱۲ نفر (۳۲۵۴ خانوار) بوده‌است.

## تقسیمات کشوری
بخش تشان در سال ۱۳۸۳ تأسیس شده و  درحال حاضر دارای یک شهر و دو دهستان است:
- تشان شرقی
- تشان غربی
- شهر: تشان